# Гринин, Александр Павлович
Алекса́ндр Па́влович Гри́нин (9 января 1947 — 24 октября 2006) — российский физик-теоретик, доктор физико-математических наук, профессор, заведующий кафедрой статистической физики физического факультета Санкт-Петербургского (Ленинградского) государственного университета.

## Биография

Могила Гринина на Богословском кладбище Санкт-Петербурга

Родился 9 января 1947 года в деревне Строилово Всеволожского района Ленинградской области. 
В 1973 году окончил физический факультет Ленинградского государственного университета имени А. А. Жданова (с отличием) и поступил в аспирантуру ЛГУ. В 1978 году защитил диссертацию на соискание учёной степени кандидата физико-математических наук по нелинейной статистической гидродинамике и продолжил свою работу на кафедре статистической физики ЛГУ под руководством Ф. М. Куни. Тема кандидатской диссертации «Корреляционное взаимодействие мод и асимптотические свойства кинетических ядер линейной гидродинамики». В 1994 году защитил докторскую диссертацию по кинетической теории фазовых переходов (теории нуклеации). С 1995 года профессор кафедры статистической физики СПбГУ, а с 1996 года и до последних дней жизни — её заведующим.
Скончался 24 октября 2006 года после тяжелой болезни. Похоронен на Богословском кладбище Санкт-Петербурга.

## Научная деятельность
Мировое признание получили его работы по термодинамике и кинетике нуклеации в газовых и жидких средах и агрегации в растворах ПАВ. На основе детального анализа малых параметров при описании начальных стадий нуклеации и исследования баланса конденсирующегося вещества ему совместно с Куни удалось в 1980-е годы осуществить прорыв в развитии нестационарной кинетики нуклеации. Была построена теория стадий формирования спектра размеров частиц новой фазы и поглощения ими основной доли метастабильного вещества. Эта теория описывала нуклеацию как в условиях мгновенного создания метастабильности, так и в динамических условиях, когда факторы, обеспечивающие перевод вещества в метастабильное состояние и последующее углубление в область метастабильности, действуют и после начала интенсивного фазового перехода. В конце 1980-х и в начале 1990-х годов совместно с Куни впервые разработал метод решения выходящего за рамки приближения Фоккера-Планка двумерного кинетического уравнения неизотермической нуклеации, описывающего разогревание капель и окружающей среды за счет теплоты фазового перехода. Работы Гринина этого периода легли в основу теории тепловых явлений при нуклеации. С середины 1990-х годов вместе со своими учениками построил самосогласованную статистическую теорию, учитывающую нелинейные эффекты пространственно-временных нерегулярностей среды при зарождении частиц новой фазы. Параллельно, с конца 1990-х годов активно работал над развитием современной термодинамической и кинетической теории мицеллообразования. Им впервые была разработана термодинамическая квазикапельная модель молекулярных агрегатов ПАВ в мицеллярных растворах, совместно с коллегами построена теория релаксации растворов со сферическими и цилиндрическими неионными мицеллами.
Воспитал многих учеников, занимающихся наукой в России, США, Франции, Чехии, Германии.
Автор свыше 130 научных статей.
Был членом Ученого совета СПбГУ, председателем Методической комиссии физического факультета СПбГУ.

## Награды и звания
- Почётный работник высшего профессионального образования Российской Федерации.